# Cheryl
Cheryl Ann Tweedy (Newcastle upon Tyne, 30 de junho de 1983) é uma cantora, compositora e escritora britânica. Ascendeu à fama em 2002, após ganhar um lugar no grupo feminino Girls Aloud através do talent show Popstars: The Rivals, do canal de televisão ITV.
Seu álbum de estreia solo, 3 Words, foi lançado pela Fascination Records no Reino Unido em outubro de 2009. O álbum estreou no topo da parada de álbuns do Reino Unido e foi certificado com platina pela British Phonographic Industry (BPI) no mês seguinte ao lançamento. O álbum alcançou a segunda posição na Irlanda, mas teve um desempenho gráfico fraco em todo o resto da Europa. O primeiro single do álbum, "Fight for This Love", estreou no número um na UK Singles Chart e se tornou no quarto single mais bem vendido em 2009 no Reino Unido até aquele ponto. Ele também liderou as tabelas da Irlanda, da Dinamarca e da Noruega e atingiu o pico dentro dos cinco primeiros na maior parte da Europa. Os singles seguintes – "3 Words", com participação de will.i.am, e "Parachute" – tiveram a posição de pico entre os cinco primeiros no Reino Unido e os dez primeiros na Irlanda.
Seu segundo álbum de estúdio, Messy Little Raindrops, foi lançado em formato digital e físico em 29 de outubro de 2010. Contendo faixas produzidas por will.i.am, o álbum recebeu o certificado de platina no Reino Unido pela venda de mais de 300 mil exemplares. Atingiu a primeira posição no Reino Unido e se posicionou no top dez na Irlanda e no resto do continente europeu. Dele surgiram dois singles: "Promise This" e "The Flood". Cheryl lançou seu terceiro disco solo A Million Lights em 2012, com a canção "Call My Name" tornando-se seu terceiro single número um. Only Human foi lançado dois anos depois, e dele foram lançadas "Crazy Stupid Love" e "I Don't Care". Ambos os singles alcançaram o topo das paradas no Reino Unido e fizeram Cheryl tornar-se a primeira cantora britânica a ter cinco números um no UK Singles Charts. O mesmo recorde mais tarde pertenceu a cantora Jess Glynne em 2018.

## Biografia
Cheryl Ann Tweedy nasceu em Newcastle upon Tyne em 30 de junho de 1983, e cresceu em propriedades municipais nos subúrbios de Walker, e Heaton. Ela é a quarta de cinco filhos de Joan Callaghan, e a primeira de seus dois filhos com Garry Tweedy após o término de seu casamento com o pai de seus três outros filhos. Os pais de Cheryl estiveram juntos por mais de uma década, mas nunca se casaram; eles se separaram quando ela tinha 11 anos.
Aos sete anos, Cheryl apareceu em um anúncio de televisão da British Gás. Interessada em dançar desde tenra idade, ela começou a dançar em sequência aos quatro anos de idade, e participou de um curto curso de férias de verão na Escola de Verão da Royal Ballet School aos nove anos. Ela ocasionalmente apareceu fazendo recitais de dança em diferentes programas de televisão no Reino Unido, como Gimme 5, em 1993.

## Carreira

### 2002–2010:Girls Aloud, 3 Words e Messy Little Raindrops

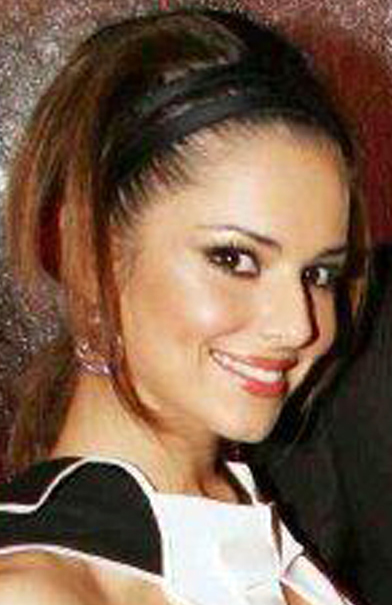
Cole em 2007

Cheryl chegou à fama em 2002 após se tornar membro do grupo pop Girls Aloud através programa do ITV de reality show Popstars: The Rivals, junto com Nicola Roberts, Nadine Coyle, Sarah Harding e Kimberley Walsh. Tornaram-se um dos poucos artistas de reality show do Reino Unido a alcançar o sucesso continuo, acumulando uma fortuna de R$ 25 milhões até Maio de 2009. Com Girls Aloud, Cheryl tem sido bem sucedida em conseguir uma sequência de 20 UK top ten singles consecutivos (incluindo os quatro número #1), número dois do Reino Unido um álbuns e recebeu quatro indicações ao Brit Awards, vencendo Melhor Single em 2009 com "The Promise". Em 2008, Cole se tornou jurada do reality show britânico X Factor. Também tornou-se reconhecida como um ícone do estilo, tendo aparecido na capa de revistas como a Vogue (britânica) e a Elle. A modelo foi casada com o futebolista Ashley Cole, que defendeu clubes como Arsenal e Chelsea, além da Seleção Inglesa. O casamento acabou em meados de 2010, após alegações de que o jogador teria traído Cheryl mais uma vez. Um ano antes, em outubro de 2009, Cole lançou seu primeiro single solo, "Fight For This Love", que chegou a número um no Reino Unido e alcançando o estatuto de single de venda mais rápida do ano. Cole lançou seu primeiro álbum solo "3 Words" em 26 de outubro de 2009. Em 2010 Cole continuou seus sucesso com o álbum Messy Little Raindrops, número um na Inglaterra e Irlanda, e com seu single Promise This, também número um. Cheryl recebeu duas indicações aos Brit Awards, de melhor single e melhor artista solo feminina.
Cheryl foi assinada a uma agência de gestão, Objectivo de Desenvolvimento, sediada em CVC Studios Clara Vale próximo ao Newcastle antes das Girls Aloud ao lado de outros actos, tais como 3NM e Xscape, realizada no palco e no Metro do Centro Metro Land. Ela fez audição para "Popstars: Os rivais", em 2002, cantando S Club 7's "Have You Ever". Ela foi a primeira pessoa a ser escolhida para a banda. Cheryl Cole fez o teste para Popstars: The Rivals, em 2002, cantando um sucesso do S Club 7 "Have You Ever". Cole se juntou Nadine Coyle, Sarah Harding, Nicola Roberts e Kimberley Walsh para a formação do grupo Girls Aloud, formada através da mostra por uma votação pública em 30 de novembro de 2002.
A estreia do grupo com o single "Sound of the Underground" chegou ao número um nas paradas britânicas. Girls Aloud tem o recorde de menor tempo entre a formação e atingindo um número. Desde 2003, Girls Aloud lançaram 20 singles adicionais, com todos, mas um mapeamento dentro do top ten. Seus singles "I'll Stand by You", "Walk This Way" e "The Promise" e alcançou o número um. "The Promise" ganhou Melhor Single Britânico, no BRIT Awards 2009. Álbum de greatest hits "The Sound of Girls Aloud" e o álbum de 2008, "Out of Control" entrou no UK Albums Chart no número um, com mais de um milhão de exemplares dos primeiros a ser vendidos. Em 2009, foi anunciado que o Girls Aloud iria participar de um ano hiato de tempo para prosseguir os projetos a solo, mas se reunir para um novo álbum de estúdio em 2010. Em 11 janeiro de 2003, Cheryl esteve envolvida em uma briga numa boate em Londres com uma mulher inglesa e foi posteriormente acusada de agressão e racismo pelo incidente. Ela foi posteriormente considerada culpada de agressão ocasionando dano físico no julgamento. Em 20 de outubro, foi sentenciada a 120 horas de serviço comunitário. Ela também foi condenada a pagar-lhe a vítima 500 euros em compensação, bem como 3 mil reais em custos judiciais. Cole começou a namorar o lateral-esquerdo Ashley Cole em setembro de 2004, e ano ano seguinte anunciou seu noivado depois que ele propôs em Dubai, em junho de 2005. O casal se casou em uma cerimônia no Barnet, região de Londres, em 15 de julho de 2006. Eles assinaram um acordo exclusivo com a OK!, alegadamente no valor de US$ 1 milhão, em relação aos direitos das fotografias. Em janeiro de 2008, uma cabeleireira chamada Aimee Walton alegou no tabloide The Sun que ela havia se envolvido em sexo extraconjugal embriagada com Ashley Cole. Posteriormente, a glamurosa modelo Brooke Healy alegou que ela tinha passado a noite e teve relações sexuais com Cole, em dezembro de 2006.

### 2008–2011: Começo e fim noThe X Factor
Em 10 de junho de 2008, foi anunciado que Cole iria substituir Sharon Osbourne como jurada na quinta temporada da série "The X Factor". Em uma entrevista ao Cosmopolitan Magazine em 9 de agosto de 2008, uma semana antes de a série The X Factor ser transmitida na ITV1, a colega de Cole, a jurada Dannii Minogue acreditava que ela poderia mostrar um novo talento, dizendo: "Uma semana Cheryl estava falando sobre música pop e falando para Simon Cowell, 'Isso é o que o show precisa; é nisso que estamos indo mal.' "Não durou muito a tentativa de Cheryl Cole emplacar nos Estados Unidos. A inglesa que foi levada ao país pelo criador do programa Simon Cowell para ser uma das juradas, acaba de ser dispensada da versão americana do X Factor. Segundo informou o site TMZ, a cantora chegou a gravar durante uma semana na fase de audições, mas os produtores perceberam a dificuldade dos competidores dos estados unidos para compreender o forte sotaque britânico de Cheryl.

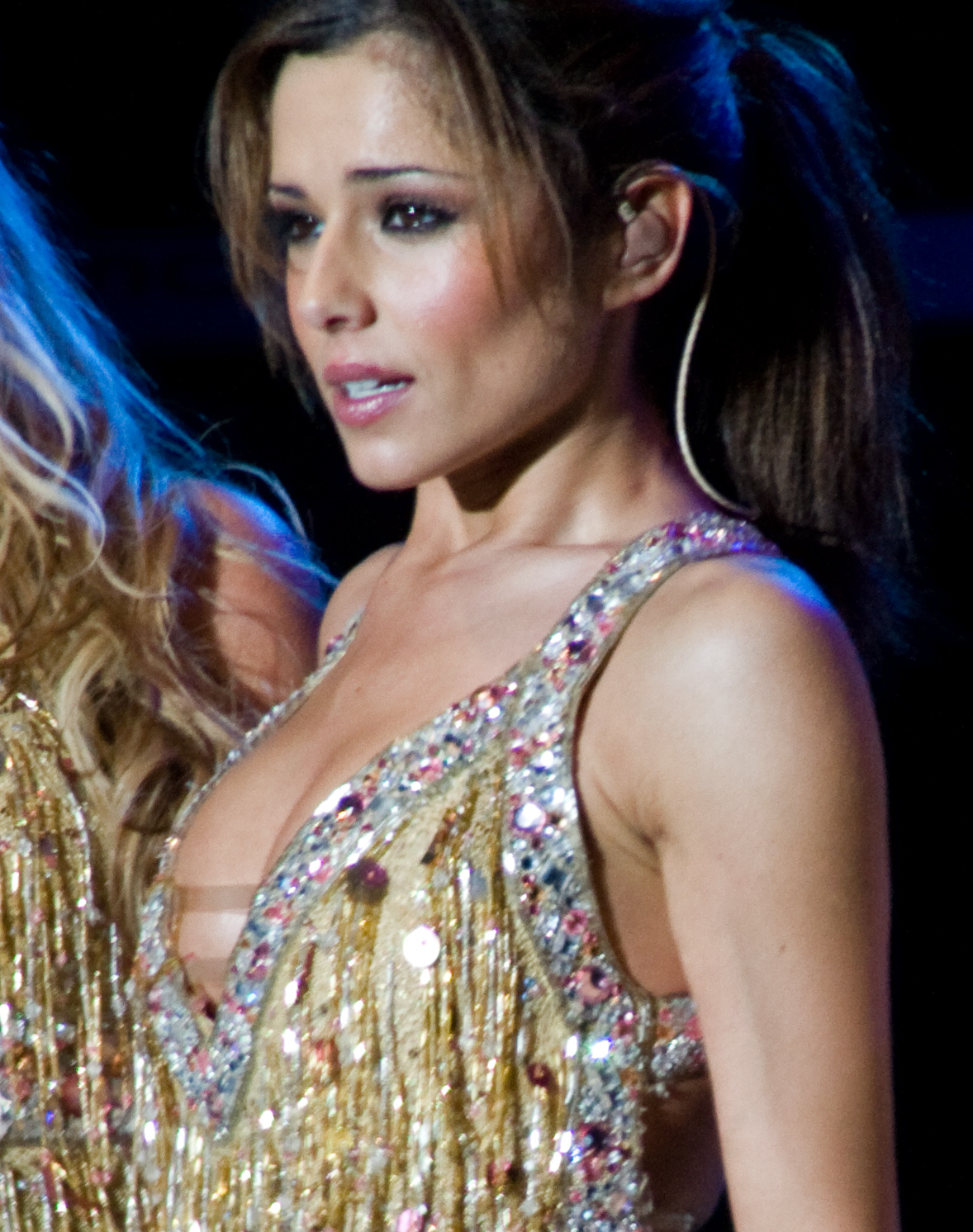
Cole no ano de (2008) durante a Tangled Up Tour junto do grupo Girls Aloud

Agora a ex-Girls Aloud será substituída por Nicole Scherzinger que foi originalmente escalada para ser uma das apresentadoras do programa. A nota afirma ainda que foi oferecido à Cheryl a sua antiga vaga no X Factor britânico, mas ela estaria bastante chateada e considerando a possibilidade de romper com a produção de ambas as versões. Meses depois de ser demitida por Simon Cowell do X Factor, a cantora Cheryl Cole parece ter virado o jogo e vê o produtor musical aos seus pés. De acordo com o jornal britânico Daily Mail, o empresário tem conversado com a artista para que ela volte à versão britânica para salvar a audiência da atração. Kelly Rowland, contratada para substituir Cole no reality, adoeceu e ficou algumas semanas afastada, fazendo a audiência despencar.

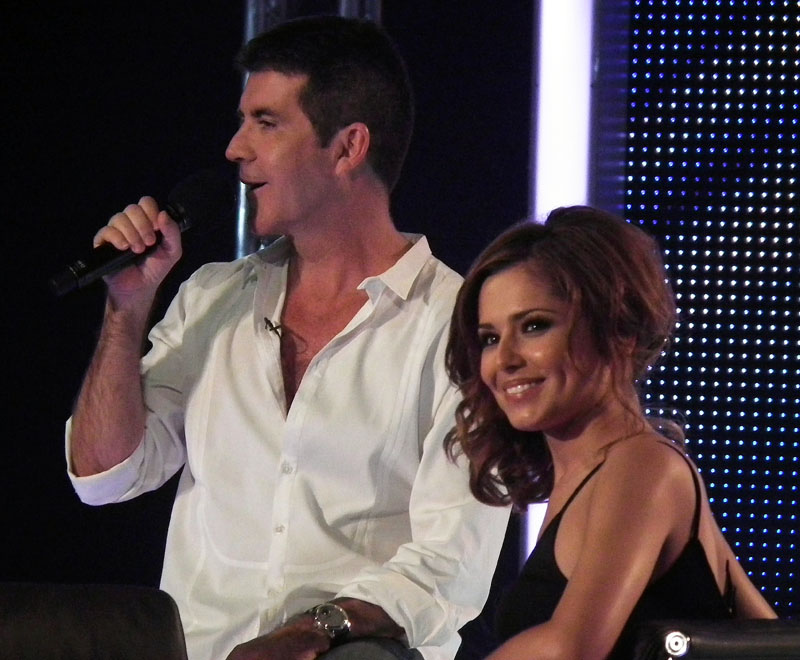
Cheryl ao lado de Simon Cowell durante o The X Factor UK em 2010

Ela se recuperou e voltou à atração, mas mesmo assim o programa segue perdendo telespectadores. Segundo a publicação, Cowell está a caminho do Reino Unido para conversar com os jurados e com os finalistas á iniciarem uma campanha para convencer Cheryl a voltar. Uma fonte disse ao jornal que o empresário fez uma proposta irrecusável à cantora. O empresário de Cheryl Cole negou que seu retorno esteja sendo negociado e afirmou que não faz parte dos planos da cantora retornar ao The X Factor. No entanto, amigos de Cheryl dizem que ela tem pensado na possibilidade e que as conversas com Simon têm sido amigáveis. Além disso, na semana passada ela foi vista saindo da casa de Gary Barlow, um dos jurados do programa, por enquanto, Cheryl fica fora do X Factor. "Simon sente que está faltando o 'Fator X' neste ano, embora também tenha brincado ao dizer que a nação sente falta de Cheryl", disse uma fonte ligada ao programa. A saída de Kelly Rowland não foi anunciada oficialmente, mas os produtores do X Factor UK já estão buscando uma nova jurada para a nona temporada do programa.
De acordo com o Daily Mirror, apesar de Louis Walsh afirmar que Cheryl Cole poderia retornar ao reality show, a integrante do Girls Aloud recusou a bagatela de 2,5 milhões de libras (aproximadamente 6 milhões de reais) para participar da nova edição que começa no segundo semestre. "Ela não quer que as pessoas pensem que ela voltará correndo ao programa depois de como foi tratada por Simon. Ela é uma garota forte e está em uma nova fase", disse uma fonte ouvida pelo tabloide. Em entrevistas anteriores, Simon Cowell chegou a dizer que Cheryl poderia retornar ao XF quando quisesse. Outro boato levantado pela imprensa britânica foi a escolha de Estelle. Segundo jornais, Simon já havia entrado em contato com a cantora, mas nada foi confirmado. Cheryl Cole foi a primeira mentora a ganhar duas vezes consecutivas no X Factor, ganhando em 2008, com Alexandra Burke, e em 2009, com Joe Mcelderry. Apesar de não trocar mensagens com Cheryl Cole desde a saída da cantora do X Factor EUA em setembro, Simon Cowell fez questão de informar ao mundo que estava acompanhando a carreira da sua ex-companheira de trabalho. Através do Twitter, Simon revelou que ouviu o single de Cheryl. "Será um grande hit", disse o empresário e dono do programa de reality show X Factor.

### 2012–2013:A Million Lightse reunião doGirls Aloud
Desde que foi dispensada do X Factor EUA, Cheryl trabalha incessantemente no terceiro disco da carreira solo. A cantora esteve em estúdio com seu mentor nos Estados Unidos, will.i.am, durante todo o processo. Segundo o jornal britânico The Mirror, Justin Bieber e Cheryl Cole estariam interessados numa possível colaboração. Foi confirmado que Cheryl e seu mentor will.i.am estavam negociando com o canadense e seus representantes para uma futura parceria, que havia sido confirmada esta semana. Se tudo ocorresse como o esperado, o dueto entre Cole e Bieber estaria no álbum da cantora. Em julho de 2011, foi relatado que Cole tinha começado a trabalhar no seu terceiro álbum de estúdio. No mesmo mês, Far East Movement afirmou que eles tinham entrado em estúdio. No final de julho de 2011, MTV relatou ter visto Cole se encontrar com o cantor Usher onde eles foram vistos fora de seu hotel, Também, Perez Hilton disse que Cole e Christina Aguilera foram vistos jantando juntos e eles estavam discutindo uma colaboração. No início de setembro de 2011 Taio Cruz revelou que ele estava trabalhando em novo álbum de Cole.
Ele disse a estação de rádio "Sim, eu não posso dizer muito sobre as músicas, mas foi ótimo vê-la novamente" e no mesmo mês, Cole foi visto em estúdio com o produtor de hip-hop Alex da Kid. Em janeiro de 2012, foi relatado que Cole e Rihanna são devido a colaborar para o terceiro álbum de Cole. Depois de se conhecerem em 2011 no Brit Awards, em seguida, novamente no final da Turnê de Rihanna se tornaram-se boas amigas. O DJ David Guetta também iria trabalhar no novo álbum da cantora, mas negou as notícias que ele e Cheryl Cole estão ligando em parceria para o seu álbum. David fez uma parceria com will.i.am e como ele é gerente de Cheryl, pensava-se que ele poderia tentar instigar uma colaboração entre os dois. Enquanto isso, o DJ David Guetta não está entre os nomes das participações do novo álbum da cantora. O título do álbum se chama A Million Lights e foi lançado no dia 18 de junho de 2012 e o single Call My Name que foi feito por Calvin Harris, a letra foi criada por Mandy Sinewy e Cheryl, foi lançado oficialmente como single no dia 10 de junho.
Em novembro de 2012, depois de meses de especulação, Girls Aloud se reuniu para o 10º aniversário do grupo. Em 18 de novembro, elas lançaram seu single de retorno, "Something New", que também era o single de caridade oficial para Children in Need 2012. O single alcançou o número dois no UK Singles Chart. O grupo lançou sua segunda grande compilação de hits, Ten, em 26 de novembro de 2012. O segundo single, "Beautiful Cause You Love Me", foi lançado em 17 de dezembro. Um documentário intitulado Girls Aloud: Ten Years at the Top exibido na ITV1 em 15 de dezembro e atraiu 2,3 milhões de espectadores, uma participação de 10,5% na audiência. Em 2013, o grupo embarcou no Ten: The Hits Tour. Em março de 2013, após a conclusão do passeio, Girls Aloud divulgou uma declaração para confirmar que elas estavam se dividindo permanentemente.

### 2014–2017:Only Humane retorno aoThe X Factor
Para provar que a possível "rixa" entre Simon Cowell e Cheryl era falsa, no dia 10 de março de 2014, Cheryl foi anunciada como a nova jurada do reality Britânico X Factor, assinada com um contrato milionário de 1,5 milhões de euros. Antes mesmo de anunciar o título do seu novo álbum, Cheryl lançou o single "Crazy Stupid Love" no dia 2 de junho de 2014, que foi número #1 nas rádios britânicas vendendo mais de 110 000 cópias. O clipe do single foi lançado exatamente uma semana depois com a colaboração de Tinie Tempah e logo no final de mês (21 de junho) ela se apresentou no Capital FM's Summertime Ball cantando seu novo single e alguns outros hits do seu álbum anterior.
Em julho de 2014, Cheryl revelou que o nome do seu novo álbum seria "Only Human" e que ele seria lançado em novembro. No dia 28 de agosto, ela revelou que o seu segundo single seria "I Don't Care", no qual ela descreveu como "Um pop muito divertido" que fora lançado dia 2 de novembro do mesmo ano. "I Don't Care" levou Cheryl a ser a primeira artista feminina britânica a ter 5 singles número #1 no Reino Unido. No dia 10 de novembro, "Only Human" foi finalmente lançado tendo vendas abaixo de 90 mil cópias. No ano seguinte, em junho de 2015 Cheryl continuou no X Factor para a nova temporada, juntamente com Rita Ora, Simon Cowell e Nick Grimshaw e em agosto ela foi anunciada como produtora executiva do programa de reconhecimento internacional. No dia 7 de julho de 2014, Cheryl casou-se com o francês "Jean-Bernard Fernandez-Versini" após apenas 3 meses de namoro, adotando o sobrenome "Fernandez-Versini" até mesmo para sua apresentação no reality show The X Factor, mas permanecendo apenas com o seu nome "Cheryl" para suas apresentações e performances musicais.
Pouco tempo depois, logo no final de 2015, Cheryl confirmou o divórcio com "Fernandez-Versini" e em Janeiro de 2016, Fernandez-Versini estava pedindo 3 000 000 de euros pelo divórcio, já que Cheryl se recusou a fazer acordos pré-nupciais para proteger seus bens.
Em janeiro de 2016, Cheryl e o ex cantor da boyband de sucesso One Direction, Liam Payne começaram a namorar. Em menos de um ano de relacionamento, o casal já estava à espera de seu primeiro filho, porém a gravidez nunca foi confirmada por nenhum dos dois. Em março de 2017, Cheryl e Liam anunciaram o nascimento de seu filho dizendo que o bebê que estavam esperando era um menino. Um mês depois de ter nascido, fontes britânicas afirmaram que o nome do filho do casal era Bear Grey Payne. Cheryl e Liam anunciaram a separação em julho de 2018, após dois anos e meio de namoro. Em outubro de 2017 a cantora desfilou no Paris Fashion Week em campanha da L'Oreal Paris. Em 2017, Nicola Roberts, amiga de longa data da cantora afirmou estar escrevendo novas músicas para Cheryl para seu quinto álbum de estúdio. A cantora abriu seu próprio instituto de caridade em sua terra natal, Newcastle, intitulado Prince's Trust que estava sendo planejado há mais de três anos.[carece de fontes?]

### 2018–presente:Love Made Me Do It,The Greatest Dancere estreia no West End
Cheryl apareceu no evento Cannes em maio de 2018. Em julho de 2018, Cheryl revelou que seu quinto álbum de estúdio estava "praticamente acabado". Ela trabalhou no disco com Naughty Boy e sua ex-colega de banda Nicola Roberts, com quem ela co-escreveu todas as músicas. Cheryl também aceitou o papel de jurada de dança na nova competição de dança da BBC One, The Greatest Dancer, ao lado de Matthew Morrison e Oti Mabuse. O show vai ao ar em 2019. Em 6 de novembro de 2018, a cantora anunciou que seu mais novo single seria lançado no dia 9 de novembro. O nome do novo single é "Love Made Me Do It" e alcançou a posição número 19 no UK Singles Chart. Cheryl foi anunciada como uma das atrações principais na Capital FM Jingle Bell Ball. Em janeiro de 2019, Cheryl faz sua primeira aparição na televisão britânica como jurada. No dia 30 de maio de 2019 a cantora anuncia seu mais novo single intitulado "Let You", lançando o vídeo clipe oficial no mesmo dia. Em 2020, a cantora aparece na segunda temporada de The Greatest Dancer como jurada. Em 2021 a cantora fez parceria com o produto de cosméticos intitulada The Feels. Em 2023 a cantora revelou que interpretará a personagem Jenny no musical Ghost Story no teatro West End de janeiro até o mês de abril.

## Características musicais

### Estilo musical e letras
Cheryl tem uma extensão de mezzo-soprano. Ela falou sobre sua habilidade vocal dizendo: "Estou muito consciente da minha habilidade, sei que não sou Mariah Carey, mas acho que a emoção na música é o que importa". 3 Words foi influenciada por sua apreciação pela música de dança e atravessou R&B contemporâneo, dance pop, house e um som pop mais geral. Messy Little Raindrops usa mais um som pop dance do que seu álbum anterior. A Million Lights, seu terceiro álbum de estúdio também incorpora R&B e dança. Ela incorporou Dubstep em A Million Lights, MTV citando "Girl in the Mirror" como um exemplo.
Cheryl nomeou Britney Spears e Beyoncé como algumas de suas inspirações, performance e modalidade. Ela falou sobre a razão pela qual Beyoncé influenciou ela, dizendo: "Eu amo Beyoncé, só acho que ela é uma pessoa tão bonita dentro e fora, além do que ela faz no palco, que é obviamente incrível e aspiração. ela como mulher. Ela está empoderando. " Ela citou Lisa "Left Eye" Lopes, ex-membro da banda americana TLC, como outra influência dizendo: "Eu queria ser [Lopes] - costumava usar jeans largos e Timberlands como um tomboy". Outras influências que ela citou são Rihanna, a quem descreveu como "uma estrela pop perfeita", e Mary J. Blige, dizendo: "A voz de Mary soa tão crescida e você pode ouvir que ela experimentou muito em sua vida, suas músicas me ajude com cada mágoa". Cheryl influenciou outros artistas, incluindo Selena Gomez.

### Acusações deplayback
Tem sido amplamente relatado que Cheryl usa sincronia labial durante apresentações ao vivo. Enquanto executava "Fight for this Love" em 2009 no The X Factor, a mídia especulou que o desempenho foi utilizado playback, algo que ela negou, embora ela admitiu ter alguns vocais pré-gravados para ajudar a performance ao vivo. Em 2010, durante sua segunda apresentação no The X Factor, em que ela realizou "Promise This", ela "mostrou suas habilidades vocais e dançantes com uma rotina enérgica e atrevida que ganhou uma ovação de seus colegas juízes". Semelhante a sua performance de 2009 de "Fight for This Love" no The X Factor, a mídia especulou se ela estava sincronizada com os lábios ou não. Um porta-voz da ITV insistiu que não era playback, embora o desempenho tenha sido pré-gravado.
Em junho de 2012, Cheryl realizou "Call My Name" com vocais ao vivo no The Voice UK. Foi relatado que os executivos da voz sempre editam os vocais para cada artista no show, e eles "forneceriam alguns toques finais ao seu canto antes de serem transmitidos". À medida que a performance começou, ela mergulhou em seus dançarinos de apoio antes de executar uma rotina altamente elaborada. Após a transmissão, ela recebeu comentários mistos de telespectadores, com alguns acusando o cantor de sincronização de lábios, enquanto outros, incluindo os artistas pop Emma Bunton e will.i.am, elogiaram o desempenho. Em uma entrevista com a BBC News, ela dirigiu-se aos comentários negativos e disse que "se você acha que meu vocal vivo soa tão bom que deve ser playback, estou feliz, eu tomo isso como um elogio".

## Imagem pública

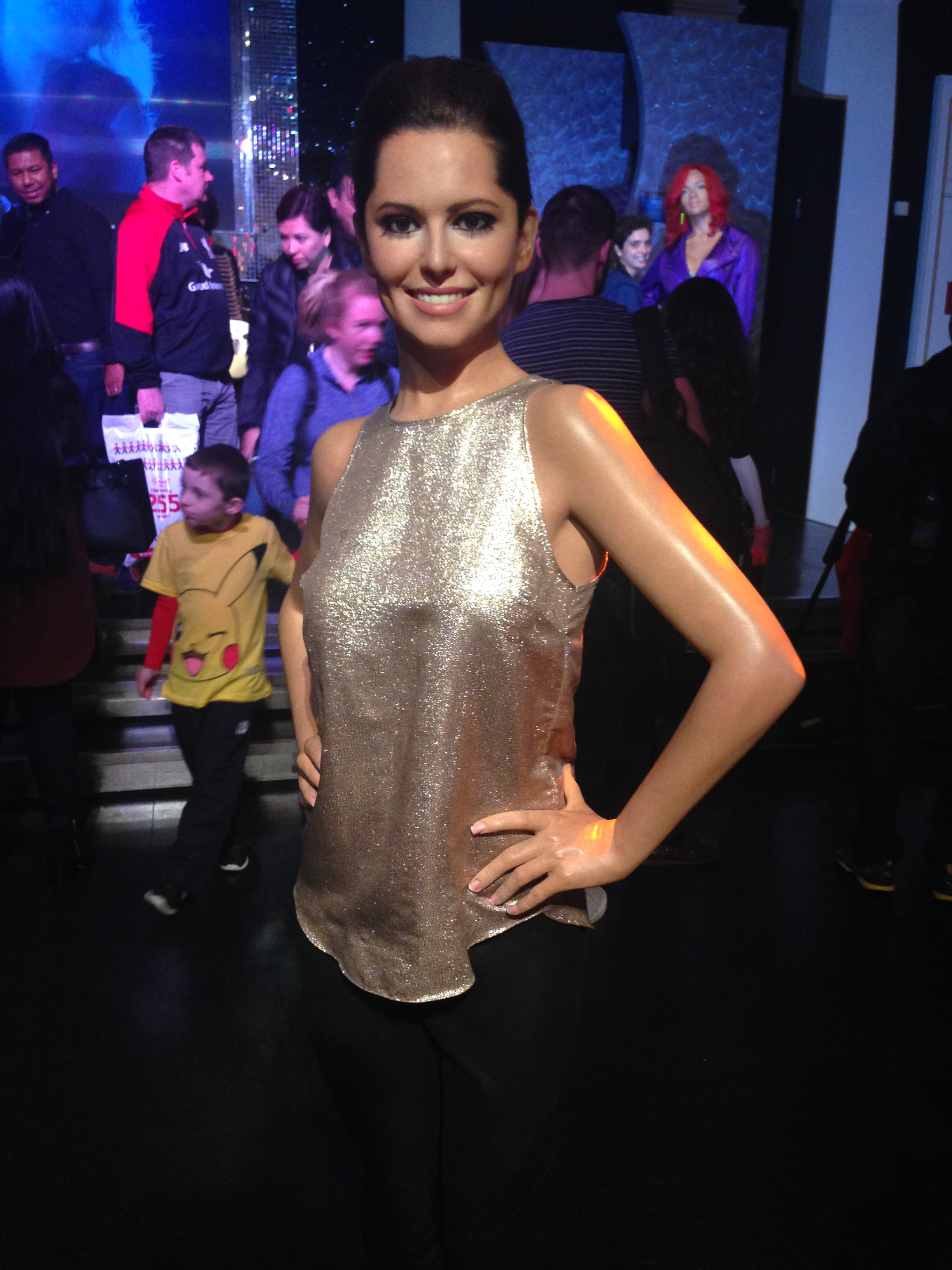
Figura da cantora no museu Madame Tussauds

Cheryl tornou-se um ícone de estilo reconhecido e fotografado. A revista de moda British Vogue elogiou seu estilo dizendo: "Suas escolhas de guarda-roupa tornaram-se tão bem-sucedidas quanto seus singles - ao filmar para The X Factor, ela teve fãs de moda assistindo cada movimento de sartorial e foi quebrado com uma série de roupas de moda de Givenchy e Preen, para McQueen e Missoni". Tanto em 2009 como em 2010, ela foi nomeada a mulher mais bem vestida pela Glamour, depois que foram contados 14 mil votos dos leitores da revista. Ela foi fotografada para as capas da British Vogue, Elle e Harper's Bazaar.
Cheryl encabeçou a lista das 100 Mulheres Mais Sensuais da FHM em 2009 e 2010. Ela ganhou os Prêmios Glamour de mulher do ano. A cobertura da mídia de sua aparição na revista impulsionou a circulação da revista para 240 mil, sua melhor figura de fevereiro. Ela apareceu na capa de novembro de 2009 da revista Elle do Reino Unido. Em outubro de 2010, uma estátua de cera dela foi adicionada à galeria de Madame Tussauds de Londres a um custo de aproximadamente £150 000. Em 2019 a figura foi removida do museu devido a cantora deixar de ter tido relevância pelos tablóides britânicos.

## Outros trabalhos

### Programas de TV
Ela alcançou a fama ao ser uma das integrantes do Girls Aloud, mas foi durante sua participação como jurada no reality show X Factor que Cheryl Cole adquiriu o status de queridinha do Reino Unido. Apesar das últimas decepções com o X Factor, seja em sua versão britânica ou americana, parece que Cheryl não desistiu de sua carreira na telinha e deverá apresentar seu próprio programa de entrevistas. De acordo com o site People.co.uk, Cheryl recebeu proposta de diversas redes de televisão britânica, como a BBC e a SKY, mas decidiu continuar com a ITV, canal responsável pelo X Factor no Reino Unido, e deverá começar as gravações de seu programa no início de 2012. Uma fonte próxima à Cheryl, em entrevista ao site People.co.uk, afirmou: "Cheryl foi inundada com propostas mas conhece a ITV e sua equipe da sua época de X Factor então decidiu ir com eles." "Os detalhes exatos do contrato ainda irão ser decididos, mas Cheryl está determinada em continuar com suas merecidas férias até o próximo ano", concluiu. Além disso, Cheryl, que pode retornar ao X Factor como mentora ainda este ano, concordou em gravar o especial "An Evening With", também da ITV.

### Colaborações com will.i.am
Durante as paixões da Girls Aloud, Cheryl fez audição como dançarina de rua para ganhar uma parte do vídeo da música de will.i.am chamado Heartbreaker. Cheryl venceu e mais tarde foi convidada para cantar vocais adicionais sobre a faixa. A canção foi lançada no Reino Unido, em 5 de Maio de 2008, mas já havia entrado no top dez por vendas de download e atingiu o número 4, no gráfico de Singles do Reino Unido.

## Controvérsias

### Desentendimentos profissionais
Durante a carreira contínua ao lado do Girls Aloud, vários rumores teriam surgido duas semanas após a formação original do quinteto sobre uma suposta rixa entre Cole e Nadine. Louis Walsh, responsável pela formação do grupo afirmou que a única capaz de cantar e ser a líder vocal era Nadine, entretanto, Cheryl colocou-se a frente alegando que tanto ela como Kimberley, Nicola e Sarah tinham "igualmente um talento vocal igual a Nadine" e que não seria problema dividirem solos individuais para cada. Apesar da maioria das notas mais precisas depender de uma soprano, Nadine era a vocalista com mais potencial. Coyle assumiu mais tarde o posto como líder vocal do grupo já que em canções como, Call the Shots, Sound of The Underground, The Promise, I'll Stand By You, Untouchable e Love Machine, seus vocais eram os que mais se destacavam-se pelo fato da cantora irlandesa ter mais partes distribuídas nas letras. Em 2013 o grupo se reuniu para a comemoração dos dez anos juntas, no final da última turnê o Ten: The Hits Tour Nadine declarou que não sabia que o último show seria o rompimento permanente do Girls Aloud.
Coyle teria dito que não soubera da decisão que tinha partido das outras quatro integrantes, Kimberley, Nicola, Sarah e Cheryl. Durante uma entrevista, Nadine destacou: "Eu estava no meu camarim, prestes a terminar de me trocar quando o empresário com o qual trabalhávamos bateu na porta e disse que a banda iria acabar. "Precisamos falar com você, a banda está oficialmente acabando" Eu respondi que não queria que isso acontecesse. Nenhuma das meninas havia falado comigo naquela noite sobre isso, e foi nossa última apresentação como um grupo. Ninguém me consultou ou disse algo a respeito. Sarah [Harding] pediu desculpas depois do que aconteceu". Em outubro de 2014, Cheryl rebateu os comentários de Nadine dizendo que a ex colega não iria concordar na decisão de um quinto e último álbum até lançar seu primeiro álbum solista. “Ela acha-se. O que é que quer que a gente diga? Ela se acha! Ela não devia dizer mentiras. Ela deveria lembrar-se porque nós tiramos uma folga de sete anos para que ela pudesse…Você quer a verdade? Ela não iria fazer outro disco do Girls Aloud até lançar um solo. Esta é a verdade”, disparou. Em setembro de 2017 a cantora Nadine Coyle revelou o grande e verdadeiro motivo pelo qual as Girls Aloud puseram um fim permanente:

Estava tudo bem no começo mas sempre tinha políticas na banda. Eu recebia mais solos individuais do que o resto das colegas, então em termos das pessoas quererem que suas vozes fossem ouvidas isso não estava a acontecer. Deixaram-nas muito incomodadas [...] Uma coisa que sempre causou stress na banda era que eu recebia mais letras para cantar. Elas não gostavam de mim como resultado disso, e também não gostavam da gravadora e do Brian [produtor musical de Girls Aloud]. Estava fora do meu controle.

Nadine Coyle para o The Sun.
Respondendo as perguntas do repórter australiano, Dan Wootton para o The Sun, "Mas o que a Cheryl disse...Cheryl disse: Ela [Nadine] queria ir solo, por isso é que nós tivemos o hiatus." Coyle respondeu: "Quando tiramos o primeiro hiatus (2009), ela foi a primeira que lançou material próprio imediatamente. Eu não me importei, eu fiquei muito feliz por ela".
Em 2011, Cheryl tentou integrar na versão americana do The X Factor dos Estados Unidos, porém, o empresário Simon Cowell teria dito que Cheryl não teria sido bem recebida pelo público norte-americano e que seu sotaque era "difícil" de se entender, não muito tempo depois Cole declarou que o ocorrido não havia acontecido como a mídia tinha dito e acabou sendo substituída oficialmente por Nicole Scherzinger em junho do mesmo ano. Em maio de 2012 a cantora britânica lançou sua autobiografia intitulada Cheryl: My Story, ela relata que seu primeiro encontro com a cantora e compositora norte-americana foi estranho: ''A primeira vez que eu conheci a Nicole, foi quando ela se estava a apresentar no The X Factor em Londres. 'Oh meu Deus, Cheryl! Você é tão linda pessoalmente! Ouvi sua canção na rádio!' ela ficou efusiva. Foi muito embaraçoso. Então ela começou a cantar 'Promise This' para mim, e eu juro por Deus a mulher cantou a música inteira, na minha cara. Foi apenas tão estranho, e toda vez que eu me aproximava dela, ela começava a cantar de novo'' [...]. Em dezembro de 2012 Scherzinger rebateu os comentários de Cheryl dizendo: "Não não, a história é, eu conheci ela uma vez no The X Factor e eu queria que ela se sentisse bem. Eu tinha dito que eu tinha escutado a música dela na rádio e acho que cantei duas palavras promise this. Mas eu realmente não sei nenhuma palavra depois disso. [...] Não entendo por que alguém faria isso. Isso foi dito fora de proporção e é bobo [....] Sou uma pessoa legal então seja legal comigo. Gostaria de dar à ela o benefício da dúvida, espero que ela tenha dito apenas coisas boas sobre mim porque eu nunca falei mal dela. Sou uma artista e vendi albuns pelo mundo e esse é o segredo". Referente como juíza do programa musical The X Factor desde 2008 (ficando no lugar de Sharon Osbourne), Cheryl havia deixado o posto por três anos até voltar entre 2014 e 2015.

### Acusação de agressão racial
No dia 11 de janeiro de 2003, Cheryl se envolveu em uma briga com uma atendente que trabalhava em uma casa noturna, Sophie Amogbokpa, e foi posteriormente acusada de agressão racialmente agravada pelo incidente. Em seu julgamento, no dia 20 de outubro, ela foi declarada culpada de agressão causando ferimentos corporais reais mas libertada da acusação de racismo e condenada a 120 horas de serviço comunitário. Ela recebeu a ordem para pagar à vítima £500 em compensação, bem como £3000 por custos de acusação. Amogpokpa afirmou que Cheryl à chamou de "vadia negra".
No Kingston Crown Court, a Sra. Amogbokpa alegou que Tweedy a atacou gritando e a xingando, e a socou, derrubando seus óculos e deixando seu olho esquerdo roxo. Ela disse ao tribunal: "Quando pedi o dinheiro, ela disse: 'Meu pai é dono deste lugar, vou dar um jeito em você, não vou lhe dar dinheiro'.
Quando a Sra. Amogbokpa pediu dinheiro a ela, uma discussão acalorada estourou e a Srta. Roberts, correu para alertar a segurança. A cantora então teve que ser contida pela equipe de segurança enquanto brigava ainda mais, continuando a gritar.
A senhora Amogbokpa, que foi tratada no hospital, disse ao tribunal que sentiu dores por três a quatro semanas após o ataque e não pôde ir trabalhar porque não conseguia enxergar direito. A estudante universitária Lauren Etheridge, que estava na boate na época, disse ao tribunal como Tweedy estava "completamente paranóica" e disse que havia visto a cantora sentada no chão se, balançando.
Ela disse: "Ela (Tweedy) não saiu do banheiro, ela caiu depois de passar pela porta." No entanto, sob interrogatório, a Srta. Etheridge confirmou que em sua declaração de testemunha ela disse que não acreditava que o ataque tivesse "motivação racial". O juiz Richard Howard disse: "Este foi um caso desagradável de violência [causada por alguém sob influência de álcool] que causou dor e sofrimento a Sophie Amogbokpa."

## Filantropia
Em 2004, Girls Aloud lançou uma capa do "I'll Stand by You" de The Pretenders como o single oficial para o programa de caridade da BBC Children in Need. Em 2007, o grupo anunciou um lançamento conjunto da "Walk This Way" da Aerosmith and Run DMC com a Sugababes como o single oficial do outro grande serviço de caridade do Reino Unido Comic Relief. A música foi gravada no co-fundador da Comic Relief e pelo pedido do administrador fiduciário Richard Curtis.
Em março de 2009, Cheryl escalou o Monte Kilimanjaro em ajuda da Comic Relief. A escalada, organizada por Gary Barlow, também foi realizada por Kimberley Walsh, membro do Girls Aloud, além de Alesha Dixon, Fearne Cotton, Denise Van Outen, Chris Moyles, Ben Shephard, Ronan Keating e o próprio Barlow. Entre 3 de fevereiro e 23 de março de 2009, Cheryl, Walsh, Barlow, Moyles e Cotton também arrecadaram dinheiro para o Comic Relief, fornecendo a voz para o Relógio BT Speaking. As nove celebridades alcançaram a cimeira do Kilimanjaro no sábado, 7 de março de 2009. Cheryl, juntamente com Cotton, Van Outen e Shephard, chegou ao topo da cúpula no nascer do sol. A caminhada aumentou $ 3,5 milhões para a instituição de caridade. Em fevereiro de 2011, Cheryl lançou sua própria fundação de caridade com The Prince's Trust após um encontro com o presidente da Trust, HRH Charles, Prince of Wales. A Fundação Cheryl Cole destina-se a fornecer fundos vitais para The Trust in the North East, que foi criado para ajudar os jovens desfavorecidos da região de Cheryl. Em 13 de junho de 2011, ela leiloou 20 vestidos com a ASOS para arrecadar fundos para a fundação.
Em setembro de 2011, Cheryl tornou-se o último "Coração das Forças" quando visitou soldados britânicos no Afeganistão. Em 23 de janeiro de 2015, Cheryl anunciou o lançamento de uma segunda instituição de caridade, mais uma vez ao lado de The Prince's Trust. A caridade foi chamada Cheryl's Trust, e foi criada com o objetivo de arrecadar $2 milhões para construir um centro, que apoiará até 4 000 jovens desfavorecidos em sua cidade natal de Newcastle. Para aumentar esses fundos, Cheryl juntou-se até ao momento com o Prizeo em março de 2015, criando uma competição de sessão de design e lançou também uma barra de chocolate belga de edição limitada com Greggs em agosto de 2015; 5p procede de cada venda sendo doada para a confiança. Em novembro de 2016, ela se tornou a embaixadora da caridade ChildLine.

## Discografia

### Álbuns de estúdio
| Ano  | Detalhes do Álbum | Singles                                               |
| ---- | --- | ----------------------------------------------------- |
| 2009 | 3 Words - Lançamento: 26 de outubro de 2009 - Gravadora(s): Fascination Records - Formato(s): CD e download digital                | - "Fight for This Love" - "3 Words" - "Parachute"     |
| 2010 | Messy Little Raindrops - Lançamento: 1 de novembro de 2010 - Gravadora(s): Fascination Records - Formato(s): CD e download digital | - "Promise This" - "The Flood"                        |
| 2012 | A Million Lights - Lançamento: 18 de Junho de 2012 - Gravadora(s): Fascination Records - Formato(s): CD e download digital         | - "Call My Name" - "Under The Sun" - ''Ghetto Baby''  |
| 2014 | Only Human - Lançamento: 7 de Novembro de 2014 - Gravadora(s): Fascination Records - Formato(s): CD e download digital             | - "Crazy Stupid Love" - "I Don't Care" - "Only Human" |

## Turnês

### Como ato de solo de apoio
- The Black Eyed Peas' The E.N.D. World Tour (Europa, 2010)

### Solo
- A Million Lights Arena Tour (2012)

## Prêmios e indicações
| Ano  | Cerimônia                          | Prêmio                                    | Resultados |
| ---- | ---------------------------------- | ----------------------------------------- | ---------- |
| 2007 | Nickelodeon UK Kids' Choice Awards | Best Female Singer                        | Indicado   |
| 2007 | Virgin Media Awards                | Most Fanciable Female                     | Venceu     |
| 2008 | Virgin Media Awards                | Hottest Female                            | Indicado   |
| 2008 | Heat Magazine Awards               | Sexiest Female                            | Venceu     |
| 2008 | Heat Magazine Awards               | Best Reality TV Judge                     | Venceu     |
| 2009 | Glamour Women of the Year Awards   | TV Personality                            | Venceu     |
| 2009 | FHM 100 Sexiest Women in the World | No. 1 Sexiest Woman in the World          | Venceu     |
| 2009 | Style Network Awards               | Best Dressed Woman                        | Venceu     |
| 2009 | Style Network Awards               | Style Icon of the Decade                  | Venceu     |
| 2009 | BBC Switch Live Awards             | Switch's Prom Queen                       | Venceu     |
| 2009 | Virgin Media Awards                | Hottest Female                            | Venceu     |
| 2009 | Virgin Media Awards                | Legend of the Year                        | Indicado   |
| 2009 | Glamour Woman of the Year Awards   | Best Dressed                              | Venceu     |
| 2010 | 2010 BRIT Awards                   | British Single ("Fight for This Love")    | Indicado   |
| 2010 | Glamour Women of the Year Awards   | Best Dressed                              | Venceu     |
| 2010 | Glamour Women of the Year Awards   | Woman of the Year                         | Venceu     |
| 2010 | FHM 100 Sexiest Women in the World | No. 1 Sexiest Woman in the World          | Venceu     |
| 2010 | BT Digital Music Awards            | Best Female Artist                        | Venceu     |
| 2010 | BT Digital Music Awards            | Best Single ("Fight for This Love")       | Venceu     |
| 2010 | BT Digital Music Awards            | Best Video ("Fight for This Love")        | Indicado   |
| 2011 | 2011 BRIT Awards                   | British Single ("Parachute")              | Indicado   |
| 2011 | 2011 BRIT Awards                   | Best British Female                       | Indicado   |
| 2011 | Elle Style Awards                  | Musician of the Year                      | Venceu     |
| 2011 | NME Awards                         | Least Stylish                             | Venceu     |
| 2011 | NME Awards                         | Worst Album (Messy Little Raindrops)      | Indicado   |
| 2011 | TRL Awards (Italy)                 | Best New Act                              | Indicado   |
| 2011 | Cosmopolitan Awards                | Best Dressed Woman                        | Indicado   |
| 2011 | BT Digital Music Awards            | Best Female Artist                        | Indicado   |
| 2012 | Virgin Media TV Awards             | Best Judge                                | Venceu     |
| 2012 | BBC Radio 1's Teen Awards          | Best British Single                       | Indicado   |
| 2012 | BBC Radio 1's Teen Awards          | Best British Album                        | Indicado   |
| 2012 | BBC Radio 1's Teen Awards          | Best British Music Act                    | Indicado   |
| 2012 | BBC Radio 1's Teen Awards          | Female Hottie                             | Indicado   |
| 2013 | Nickelodeon UK Kids' Choice Awards | Favourite UK Female Artist                | Indicado   |
| 2014 | FHM 100 Sexiest Women in the World | Hall of Fame                              | Venceu     |
| 2014 | MTV Europe Music Awards            | Best UK & Ireland Act                     | Indicado   |
| 2014 | BBC Radio 1's Teen Awards          | Best British Solo Act                     | Indicado   |
| 2014 | BBC Radio 1's Teen Awards          | Best British Single ("Crazy Stupid Love") | Indicado   |